# BAU (foire)
Pour les articles homonymes, voir Bau.

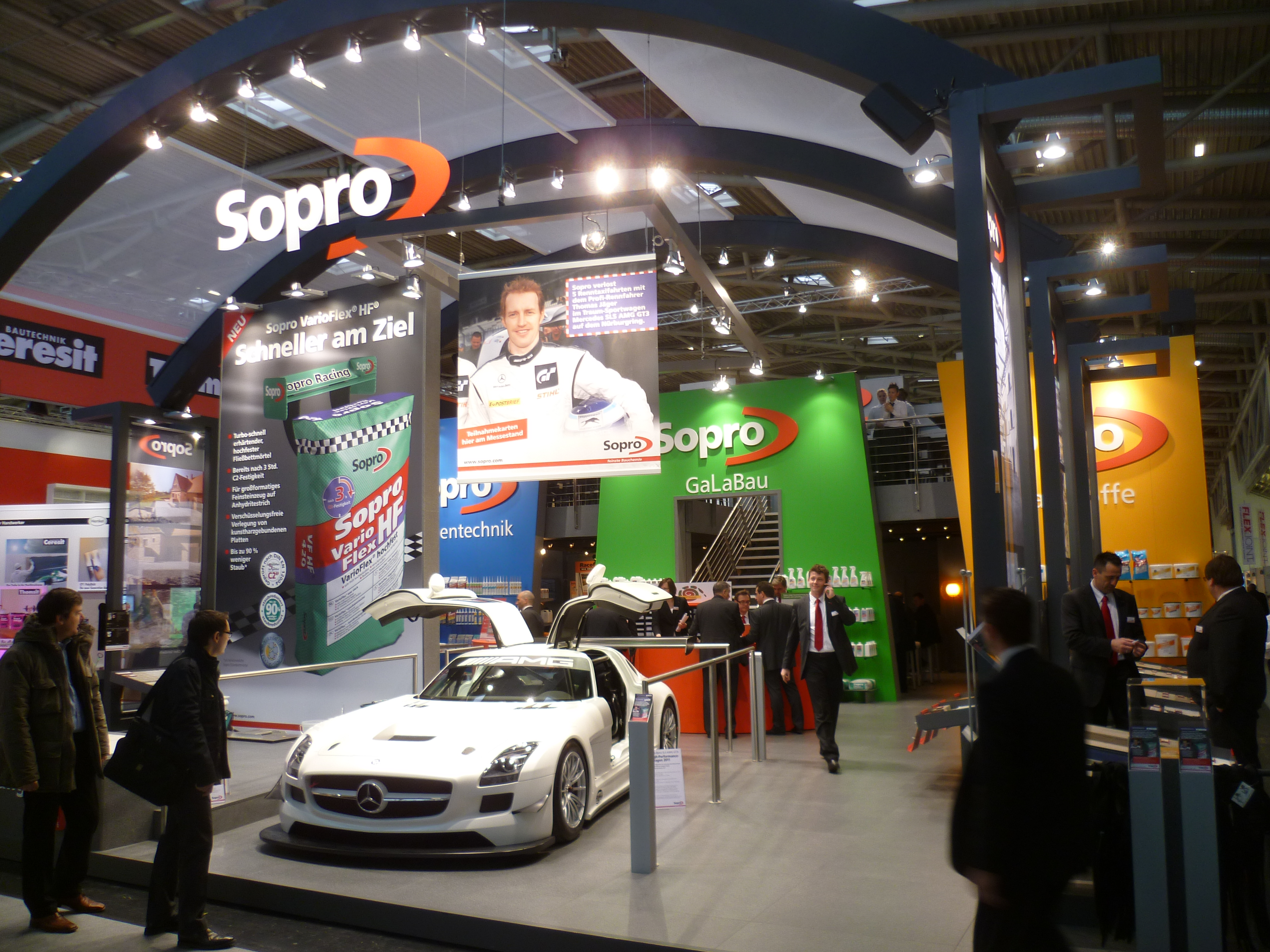
Stand d'exposition lors de BAU 2011

BAU est le plus grand salon professionnel au monde consacré à l'architecture, aux matériaux et aux systèmes. Il se déroule tous les deux ans en janvier (années impaires) au nouveau parc des expositions de Munich. Le premier événement remonte à 1964. L’organisateur est la Messe München GmbH.
L'offre est structurée selon des matériaux de construction, des produits et des domaines d'activité et comprend la construction industrielle et commerciale ainsi que la construction résidentielle et l'aménagement intérieur. Le public cible de BAU est constitué de planificateurs, d'architectes et de développeurs de projets d'envergure internationale ainsi que de constructeurs, d'entrepreneurs, de marchands de matériaux de construction et de représentants du secteur immobilier.

## Données et chiffres
BAU 2009 a eu lieu en janvier 2009 sur une surface d'exposition de 180.000 m². Il y avait 1.776 exposants de 43 pays. Avec 212.035 visiteurs dont plus de 37.000 étrangers, le salon a établi un nouveau record. La proportion de visiteurs professionnels était de 95 %. En plus de l'offre des exposants, un vaste programme de soutien a été mis en place avec de nombreux événements, tels que des forums et des expositions spéciales.
Lors du BAU 2011, un espace d'exposition en plein air a également été installé pour la première fois où, entre autres, la maison solaire de la Haute école spécialisée de Rosenheim, qui a remporté la deuxième place au Solar Decathlon Europe à Madrid, a été présentée pour la première fois au grand public. Une fois de plus, davantage d'experts ont visité le salon (+12%, soit un total d'environ 238.000 visiteurs).
Lors du BAU 2013, 2.028 exposants de 41 pays ont présenté leurs produits et services sur 183.000 m² de surface d'exposition brute. Plus de 232.900 visiteurs sont venus à la foire les jours de la foire, dont environ 60.100 de l'étranger.
Le 21e BAU s'est tenu à Munich du 19 au 24 janvier 2015. 2015 Les exposants de 42 pays ont présenté leurs stands sur une surface d'exposition de 180.000 m². Plus de 251.000 visiteurs sont venus les jours de la foire.

## Longue nuit de l'architecture
Lors du BAU 2011, la Longue Nuit de l'Architecture a eu lieu pour la première fois à Munich: Des bâtiments intéressants du point de vue architectural ont été ouverts au public à Munich, en partie accompagnés de visites guidées par les architectes. Le BMW Welt, l'Allianz Arena et les Munich Highlight Towers pourraient être visités.
Le BAU 2015 a également pris fin avec la Longue Nuit de l'Architecture: A Munich, des curiosités architecturales ont ouvert leurs portes aux visiteurs, notamment l'Architekturgalerie München, le musée Brandhorst et le Maximilianeum.

## Campagne de promotion
Pour plusieurs événements, des motifs spéciaux ont été développés particulièrement pour la foire. Des motifs animaliers ou végétaux futuristes qui doivent symboliser l'“avenir de la construction”. La campagne a déjà été récompensée à deux reprises par le GWA (Association allemande des agences de communication) pour le GWA Profi.